# Кашина Пјела (Комо)
Кашина Пјела је насеље у Италији у округу Комо, региону Ломбардија.
Према процени из 2011. у насељу је живело 11 становника. Насеље се налази на надморској висини од 438 м.